# 苯基五氟化硫
苯基五氟化硫是一种有机硫化合物，化学式为C6H5SF5，它是一种稳定的无色液体，可由苯基三氟化硫在120 °C和二氟化银反应得到；或由二氟化氙在四乙基氯化铵的存在下和二苯基二硫醚反应得到。
它具有高度的化学稳定性，一般条件下，不和强酸、强碱、氧化剂和还原剂反应，如在氢氧化钠的无水乙醇中回流，不会发生反应。但它可以和热的浓硫酸反应。五氟硫基是吸电子基团，是间位定位基。如它和氟硼酸亚硝酰反应，间位氢被硝基取代，生成一硝基或二硝基化合物。

## 拓展阅读
- Rolf W Winter, Gary L Gard. . Journal of Fluorine Chemistry. 2004-04, 125 (4): 549–552  [2021-01-22]. doi:10.1016/j.jfluchem.2003.11.028. （原始内容存档于2018-06-27） （英语）.